# Saint-Rémy-en-Rollat
Saint-Rémy-en-Rollat è un comune francese di 1 666 abitanti situato nel dipartimento dell'Allier della regione dell'Alvernia-Rodano-Alpi.

## Società

### Evoluzione demografica
Abitanti censiti